# FR-метод

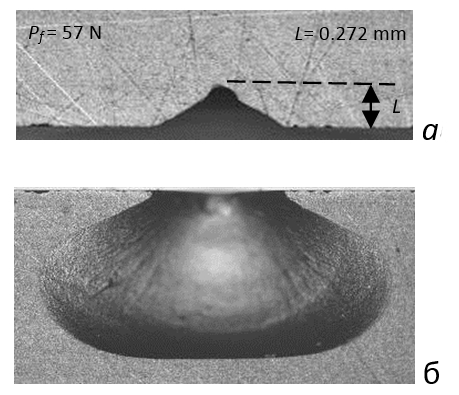
Рис. 2. Шрам відколу, що утворився на кромці зразка нітридної кераміки: вид в напрямку індентування (а) і вид в напрямку бічної поверхні зразка (б) при навантаженні на індентор P_{f} = 57 Н і відстані руйнування L = 0, 272 мм

Ε
FR-метод — це мікро метод сколювання кромки зразка, що забезпечує визначення опору крихких матеріалів руйнуванню шляхом сколювання гострої прямокутної кромки зразка за допомогою конічного стандартного індентора Роквелла (Рис.1):
При цьому на кромці зразка утворюються шрами відколів (Рис 2), які використовуються для визначення основного експериментального параметра таких випробувань — величини відстані руйнування L. Значення опору руйнування при сколюванні кромки зразка FR (fracture resistance) дорівнює відношенню величини зусилля, прикладеного до індентора, що викликало відкол кромки зразка Pf, до величини відстані руйнування L.
Перевагою таких механічних випробувань є простота їх виконання і обмежені витрати витратного матеріалу, а також можливість використання прямокутних кромок виробів при їх виконанні.